# 2007년 하계 스페셜 올림픽

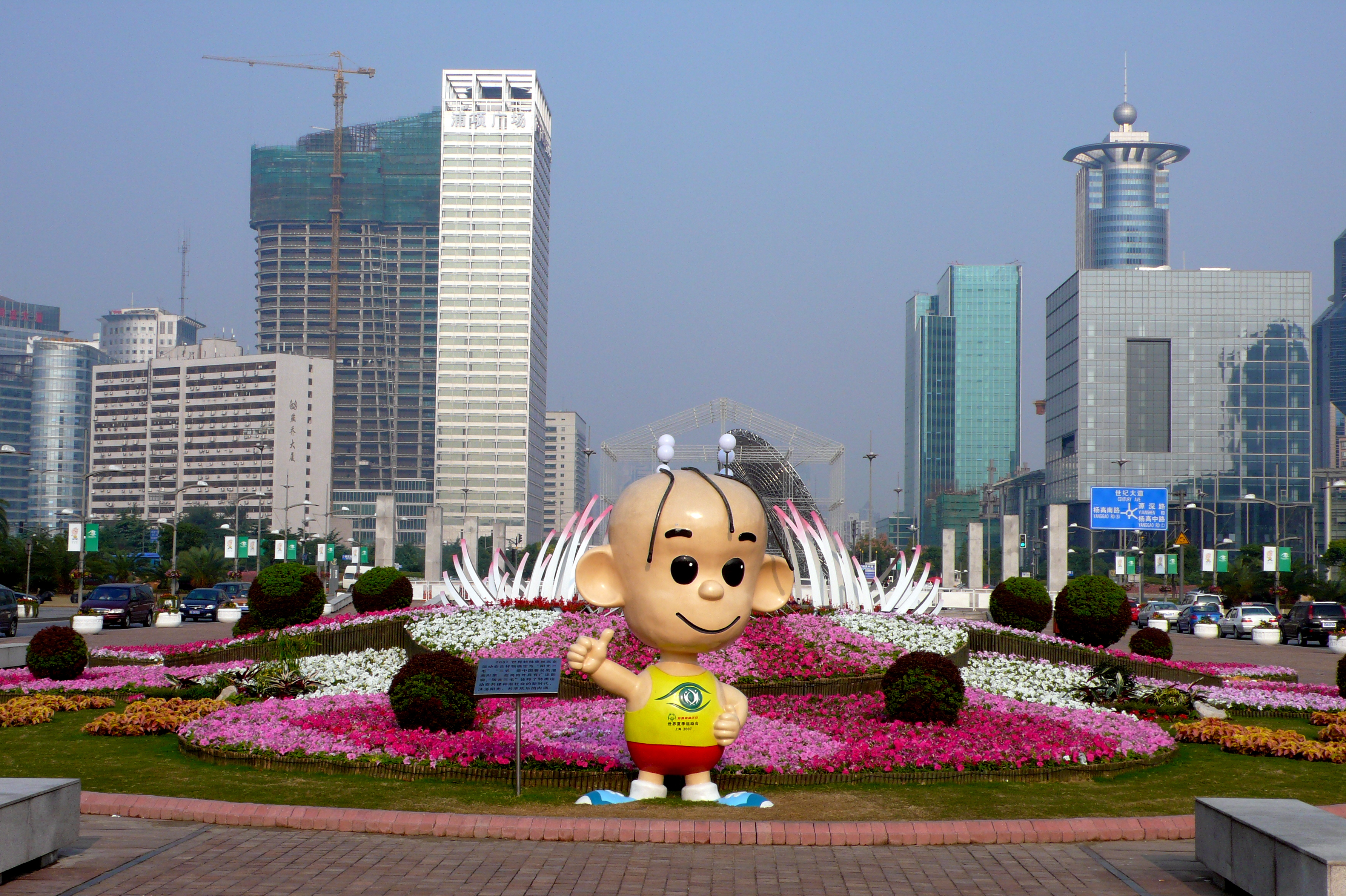

제12회 하계 스페셜 올림픽 세계 대회는 2007년 10월 2일부터 10월 11일까지 중화인민공화국 상하이에서 열린 스페셜 올림픽이다.

## 같이 보기
- 2008년 하계 올림픽